# AH-2 루이발크
데넬 AH-2 루이발크(AH-2 Rooivalk)는 남아프리카공화국 데넬사에서 만든 공격 헬리콥터이다. 루이발크는 아프리칸스어로 "붉은 황조롱이"(Red Kestrel)라는 뜻이다.

## 개발배경
앙골라와의 전쟁을 치르던 남아공의 백인우월주의정권은 서구세계로부터 20여년이 넘게 무기금수조치를 당했다. 따라서 자국산 무기개발이 절실한 남아공은 자국회사인 데넬사에서 유로콥터사의 수송헬기인 쿠거(슈퍼퓨마)를 개조해 중량이 아파치를 넘어서는 완전한 좌우 3개씩의 무장포트를 가진(아파치는 좌우 2개씩의 포트에 부가장착식 공대공포트가 1개씩 더 있음) 상당한 대형의 공격헬기를 제작하게 된다. 무려 26년여에 걸쳐 개발한 것이다. 그러나 개발직후 남아공에 만델라흑인정권이 들어서면서 국방비가 축소되고 주변국과의 전쟁도 없어져 결국 남아공군에 2개 대대분인 16대(12/14대 라는 말도 있음)만 생산되었다.

## 한국과의 관계
루이발크 개발사인 Denel은 과거 한국의 KMH 공격헬기개발 계획의 파트너로 선정되기도 했지만, 현재는 폐기된 계획이다. Denel사는 Saab사와 협력관계에 있어 KAH로 루이발크가 채택되면 Saab와 한국간의 방산협력 고리가 될 수 있다.

## 루이발크의 스텔스성 최대고도 모코바대전차미사일
음향 시각 적외선 레이다에 의한 내충돌성의 저피탐성 스텔스 설계가 되어있고 최대호버링고도가 5000m에 이르고 최고상승고도가 2만7천피트로 아파치보다도 5000피트나 높은 등 기체의 완성도가 높다고 이야기되지만 데넬항공 공식홈피의 헬기사업부 폐쇄로 공식자료를 볼 수는 없고 대부분 비공식적인 인터넷검색 자료이다. 또 경쟁 공격헬기에 비해 개발이 오래된 만큼 전자장비도 구형으로 보인다. 자국산 모코바 대전차미사일을 2001년에 이미 개발완료했고 헬파이어도 장착가능하다.

## 루이발크의 엔진
루이발크는 엔진으로 프랑스 터보메카사의 Makila 1K2 엔진 1기당 1904SHP(OEI continuous)을 사용하며 계열엔진으로는 1A1(1784shp, AS332/532헬기) 1A2(1904shp, AS332/532MK2헬기) 2A(2168shp, AS225/AS725헬기)가 있다. 1K2엔진은 2엔진을 동시 가동시 각 엔진당 Take-off 역시 1904shp이며 Max continuous 기준으로는 1657shp이다.(2엔진을 동시 작동시키는 경우는 출력이 줄어드는 경향이 있다.) 데넬사 자체로는 엔진이 약하다는 생각이 있는지 수출형은 2천마력의 신형 터보메카사의 RTM332 엔진(EH-101과 NH-90에도 탑재된 엔진이다. GE T-700 엔진도 장착가능.)이 제안되기도 했다.

## 내부연료량 중량 외형 기총 기타스펙
내부연료량은 1469kg으로 대단히 크다. 공중량은 5730kg으로 아파치보다 400kg가량 무겁고 최대이륙중량은 8750kg으로 영국형아파치 AH-64 MK1의 8160kg보다 약간더 크다. 루이발크의 외형은 엔진과 배기장치가 상당히 옆으로 돌출되어 탑재된데다 무장날개도 공격헬기 중 가장 대형이고 직선형인 탓에 외관상 매우 카리스마가 넘친다. 루이발크는 무장특성상 미사일무장 때문에 장착된 20mm기관총의 탄수가 줄지는 않는다고 한다. (루이발크의 입술은 아파치가 전자장비를 넣은 것과 달리 기관총탄띠이다.) 조종사의 헬멧과 연동된 기총은 초당 90' 회전율을 가지며 30mm로 교체가능하다. 최고속도 309km/h 순항속도 278km/h, 행동반경은 컴벳모드에서 700km, 페리모드일 때는 1180km. 실용상승한도(service ceiling)은 6000m

## 제원
일반특성
- 승무원= 2명 (조종사와 무기관제사)
- 길이=18.73 m, 61ft 5in (메인로터부터 테일로터까지), 동체 16.39 m
- 높이=5.19 m (17ft)
- 날개 지름=15.58 m (51ft)
- 공허중량=5,190 kg (11,441 lb)
- 최대 이륙 중량=8,750 kg (19,290 lb)
- 내부 연료=1,469 kg (3,238 lb)
- 엔진= 2× 터보메카 마킬라 1K2 터보샤프트 1,492 kW (2,001 shp)

성능
- 최대 속력=309 km/h (193 mph)
- 작전 반경=전투 700 km, 항속 1,130 km
- 상승 고도=6,000 m (20,000 ft)
- 상승률=13.3 m/s (2,105 ft/min)

무장
- 1 x F2 20 mm 기관포, 700발
- 8 or 16 x 모코파 ZT-6 장거리 대전차 유도미사일(ATGM)
- 4 x MBDA 미스트랄 공대공 미사일
- 36 or 72 x 70 mm 접이식 핀 공중 로켓 (FFAR)

## 루이발크의 수출실패
루이발크는 프랑스에 엔진과 전자장비를 지나치게 의존한 게 수출에 걸림돌이 되었다는 말이 있다. 해외에는 전혀 팔리지 못하였다. 영국의 공격헬기사업에서 아파치와 경쟁하기도 했었다. 터키의 공격헬기사업에서 망구스타에 패배한 탓에 사업을 정리하고 투자비의 손실처리를 결정했으며 기존생산분도 밀봉보관 내지 해외판매할 계획이다. 2008년 7월1일 경에는 데넬사가 한국에 아예 생산라인째 루이벌크를 가져가고 기술이전도 100%로 제안했다는 루머가 돌았으며, 루이발크는 KHP와 동일하게 쿠거(슈퍼푸마) 개량기종으로 엔진도 KHP와 같은 리얼드라이브방식으로 탑재하기 때문에 여러모로 루이발크 데넬사의 제안에 관심이 쏠린바 있지만, 방사청이 확인해준 바에 따르면 그냥 루머('100% 기술이전' 과 같은 문구는 없었음)로 판명났다. 또 이미 헬기사업부 폐쇄로 기술자들이 다 이직한 상태로 KAH사업에 참가하더라도 데넬사 자체적인 기술지원능력이 없어서 유러콥터사와 함께 컨소시엄으로 참가한다는 말이 있다.

## 같이 보기
- 한국형 헬기 사업 KHP
- 한국형 공격헬기 사업 KAH